# Cabrières (Hérault)
Cabrières – miejscowość i gmina we Francji, w regionie Oksytania, w departamencie Hérault.
Według danych na rok 1990 gminę zamieszkiwało 307 osób, a gęstość zaludnienia wynosiła 11 osób/km² (wśród 1545 gmin Langwedocji-Roussillon Cabrières plasuje się na 623. miejscu pod względem liczby ludności, natomiast pod względem powierzchni na miejscu 226.).

## Bibliografia

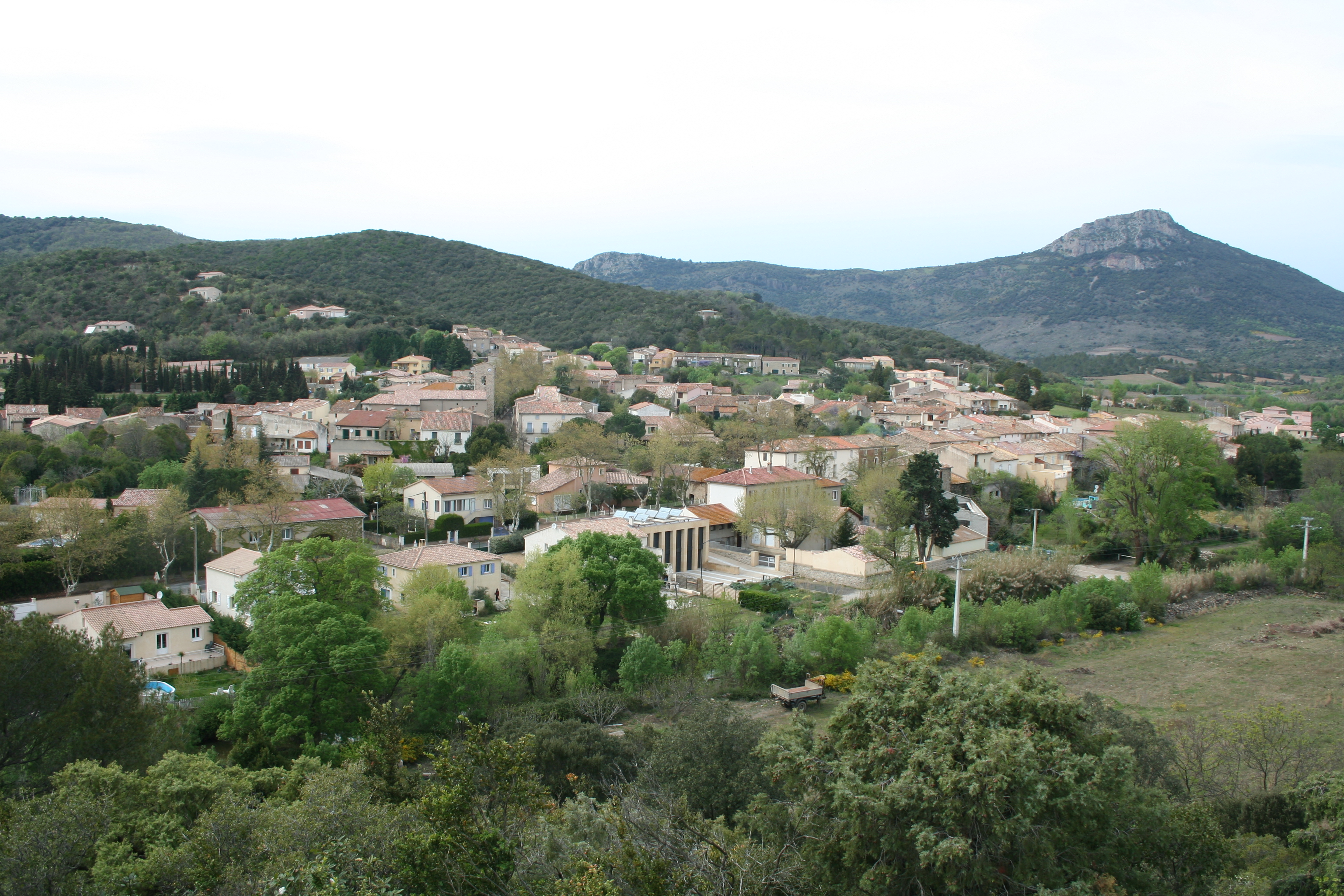
Widok na miejscowość